# شهرداری شاونیک
شهرداری شاونیک (به لاتین: Šavnik Municipality) یک شهرداری است که در مونته‌نگرو واقع شده‌است. شهرداری شاونیک ۵۵۳ کیلومتر مربع مساحت دارد.